# Lissotrochus
Lissotrochus is een geslacht van koralen uit de familie van de Turbinoliidae.

## Soort
- Lissotrochus curvatus Cairns, 2004